# Betula divaricata
Betula divaricata là một loài thực vật có hoa trong họ Betulaceae. Loài này được Ledeb. mô tả khoa học đầu tiên năm 1841.